# فرودگاه منطقه‌ای ایلاوارا
فرودگاه منطقه‌ای ایلاوارا (به انگلیسی: Illawarra Regional Airport) (به زبان بومی: Wollongong Airport) یک فرودگاه همگانی با کد یاتا WOL است که یک باند فرود آسفالت دارد و طول باند آن ۱۳۳۱ متر است. این فرودگاه در کشور استرالیا قرار دارد و در ارتفاع ۹ متری از سطح دریا واقع شده‌است.